# Kofiauvlagstaartijsvogel
De kofiauvlagstaartijsvogel' (Tanysiptera ellioti) is endemisch op het eiland Kofiau voor de kust van West-Papoea (Indonesië). Deze vogel is genoemd naar de Amerikaanse ornitholoog Daniel Giraud Elliot.

## Beschrijving
Deze ijsvogel lijkt sterk op de (gewone) vlagstaartijsvogel (T. galatea) en is 33 tot 43 cm lang (inclusief staart). De vogel heeft ook een lange witte staart, maar bij de gewone vlagstaartijsvogel zijn de veren lepelvormig (met vlaggen aan het eind - vandaar de naam), terwijl dit bij de kofiauvlagstaartijsvogel ontbreekt. Verder heeft deze soort blauwe streepjes op de flanken.

## Verspreiding en leefgebied
De kofiauvlagstaartijsvogel komt alleen voor op het gelijknamige eiland in vooral primair, maar ook enigszins uitgekapt laaglandbos (secondair bos) en in kleinschalig tuinbouwgebied in de buurt van bos. Dit type leefgebied wordt bedreigd door houtkap en de omzetting van ongerepte vegetatie in land voor intensiever agrarisch gebruik. Zo breidde tussen 2002 en 2007 het land dat aldus agrarisch wordt gebruikt zich met 30% uit.

## Status
De kofiauvlagstaartijsvogel heeft een zeer klein verspreidingsgebied (144 km²) en daardoor alleen al is er kans op uitsterven; bovendien zijn er geen beschermde gebieden voor bedreigde fauna op het eiland. De grootte van de populatie wordt geschat op meer dan 1000 exemplaren. Om deze redenen staat deze vlagstaartijsvogel als gevoelig op de Rode Lijst van de IUCN.